# Silba pappi
Silba pappi är en tvåvingeart som beskrevs av Soos 1977. Silba pappi ingår i släktet Silba och familjen stjärtflugor. Inga underarter finns listade i Catalogue of Life.